# Jossypiwka (Oleksandrija)
Jossypiwka (ukrainisch Йосипівка; russisch Йосиповка Jossipowka) ist ein Dorf im Zentrum der Ukraine mit etwa 250 Einwohnern (1. April 2013).

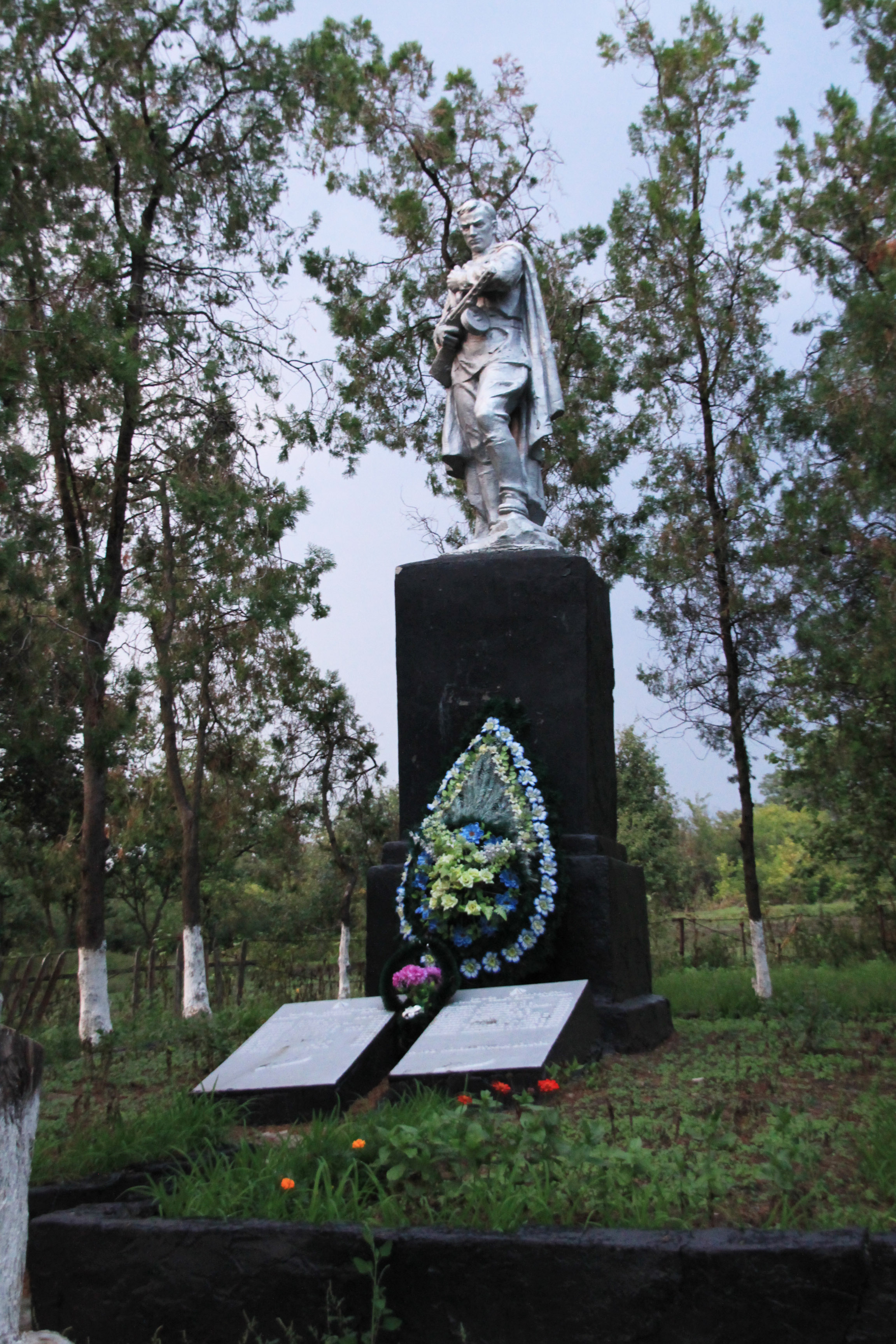
Denkmal im Ort

Am 12. Juni 2020 wurde das Dorf ein Teil der neugegründeten Siedlungsgemeinde Petrowe, bis dahin bildete es die gleichnamige Landratsgemeinde Jossypiwka (Йосипівська сільська рада/Jossypiwska silska rada) im Osten des Rajons Petrowe.
Am 17. Juli 2020 kam es im Zuge einer großen Rajonsreform zum Anschluss des Rajonsgebietes an den Rajon Oleksandrija.

## Geographie
Jossypiwka liegt im Osten der Oblast Kirowohrad an der Selena, einem Nebenfluss des Inhulez und grenzt im Norden an die Gemeinde Selene und im Süden an die Gemeinde Kosazke.
Das ehemalige Rajonzentrum Petrowe liegt 16 km südwestlich und die nächstgelegene Stadt Schowti Wody 10 km östlich des Dorfes.